# لوکاس لاندین
لوکاس لاندین (انگلیسی: Lukas Lundin؛ زادهٔ ۱۹۵۸ (۶۶–۶۷ سال)) کارآفرین، مدیر اجرایی و اهالی کسب‌وکار اهل سوئد است، که در سال ۱۹۹۶ شرکت ووستوک گس را تأسیس کرد.